# 미나토구 (고베시)
미나토구(湊区)는 효고현 고베시에 설치되었던 구이다. 현재의 효고구 북부에 해당한다.